# Mellösa distrikt
Mellösa distrikt är ett distrikt i Flens kommun och Södermanlands län. 
Distriktet ligger norr om Flen. 

## Tidigare administrativ tillhörighet
Distriktet inrättades 2016 och utgörs av socknen Mellösa i Flens kommun.
Området motsvarar den omfattning Mellösa församling hade vid årsskiftet 1999/2000.